# Ramón de la Sota y Lastra
Ramón de la Sota y Lastra (Santander, 1832-Sevilla, 1913) fue un médico y escritor español.

## Biografía
Nacido en Santander el 8 de diciembre de 1832, recibió la instrucción primaria en la escuela particular de Valentín Pintado, y en 1843 comenzó el estudio de latinidad. En 1845 ingresó en el Colegio de las Escuelas Pías de Villacarriedo, donde estudió los dos primeros años de Filosofía, y después de cursar el tercero en el Instituto santanderino, se trasladó a Sevilla, en la que estudió el preparatorio de la Facultad de Medicina. De allí pasó a Cádiz para estudiar los siete años que entonces se exigían para adquirir el título de médico, que terminó consiguiendo. Se doctoró después en la Escuela Libre de Sevilla y se doctoró en Filosofía y Letras. Durante los años que permaneció en Cádiz, cultivó la literatura. Entre las publicaciones en las que colaboró se encontraron La Revista Médica, La Amistad, de que fue fundador, La Moda y El Comercio, en el que escribió en diciembre de 1850 una oda "A la Concepción Inmaculada de María" que fue reproducida por El Correo de Ultramar, revista publicada en París. Fue presidente de la Academia La Juventud Católica de Sevilla.
En su faceta relacionada con la medicina, fue un año catedrático de Medicina Legal y de Patología Médica; durante cuatro, de Dermatología y durante diecinueve, de Patología Quirúrgica; materias que impartió en la Escuela Provincial de Sevilla, donde aparte de la enseñanza oficial también daba un curso de laringología y varias lecciones de enfermedades de la garganta, cuya es su especialidad. Ejerció su carrera en México, en La Habana y en Sevilla. Contribuyó con Rafael Ariza Espejo a introducir en España los estudios de laringología, siguió a José Eugenio de Olavide y a otros dermatólogos en la iniciativa de propagar los conocimientos de dermatología, y ayudó al citado Ariza en la publicación de la Revista de Laringología y Otología, que este fundó. Colaboró en la Crónica Médica con los doctores Rubio, Moreno, la Rosa, Ferrando y Arderíus; y escribió en todas las revistas de laringología publicadas por entonces en España, además de colaborar en los periódicos El Siglo Médico, Revista Médica de Sevilla, Revista de Medicina y Cirugía prácticas, Archivü Italiani de Laringología, que dirigía Massei, Revue de Laryngologie d'Otologie et de Rhinologie de París, The Journal of Laryngology, Rhinology, Otology de Londres y The Annual of Universal Medical Sciences. Falleció el 23 de julio de 1913 en Sevilla.